# Амурська область (Російська імперія)
50°15′28″ пн. ш. 127°32′11″ сх. д. / 50.257777777778° пн. ш. 127.53638888889° сх. д.
Амурська область — адміністративно-територіальна одиниця Російської імперії, утворена Іменним Указом № 33862 від 8 (20) грудня 1858. Центр губернії — місто Благовєщенськ.

## Історія
Згідно із Іменним Указом від 8 (20) грудня 1858, «Амурську область створити з усіх земель, що знаходяться на лівому березі річки Амура, починаючи від з'єднання річок Шилка і Аргун або від кордонів Забайкальської і Якутської областей, по всій течії Амура до гирла річки Уссурі і до нового кордону Приморської області. Обласним містом Амурської області призначається місто Благовєщенськ.»
У 1920 замість області була утворена Далекосхідна республіка.

## Адміністративний поділ
Губернія перші десятиліття не мала внутрішнього поділу. Станом на 1902 поділялася на округу Амурського козачого війська (а та, у свою чергу, поділялася на 3 дільниці та 11 станичних козачих округів), Амурський повіт селянських поселень (поділявся на 4 поліційні дільниці та 8 волостей) та 3 гірськополіційних дільниці.

## Населення
У місті Благовєщенськ у 1897 мешкало 32 834 мешканці, у 1902 — 43 387 осіб. Загалом населення області в 1897 становило 120 306 осіб. У 1902 — 157 000 осіб.
Етнічний склад населення на 1897: росіяни 68,5 манчжури 2,8 %, корейці 1,3 %, евенки 1,1 %.%, українці 17,5 %, китайці 6,5 %